# Bondaroy
Bondaroy är en kommun i departementet Loiret i regionen Centre-Val de Loire strax norr Frankrikes mitt. Kommunen ligger i kantonen Pithiviers som tillhör arrondissementet Pithiviers. År 2022 hade Bondaroy 414 invånare.

## Befolkningsutveckling
Antalet invånare i kommunen Bondaroy
| Referens: INSEE |